# ヴァルトブルン (ヴェスターヴァルト)
ヴァルトブルン (ヴェスターヴァルト) (ドイツ語: Waldbrunn (Westerwald)) は、ドイツ連邦共和国ヘッセン州ギーセン行政管区のリムブルク＝ヴァイルブルク郡に属す町村（以下、本項では便宜上「町」と記述する）である。

## 地理

### 位置
ヴァルトブルンは、ヴェスターヴァルト南部に位置している。町内の最低地点は海抜 240 m、最高地点は 425 m である。町内でケルカーバッハ川が湧出している。この川はフッシンゲン地区およびラール地区を流れている。ラスターバッハ川は、近隣のクノーテン（山）から湧出し、ハウゼン地区とエラー地区を流れる。町域の 1,023 ha は森に覆われており、そのうち 725 ha は町が所有している。

### 隣接する市町村
ヴァルトブルンは北から時計回りに以下の市町村と境を接している: ノインキルヒェン（ラインラント＝プファルツ州ヴェスターヴァルト郡）、メンゲルスキルヒェン、メーレンベルク、ベーゼリヒ、ハーダマル、エルプタール、ドルンブルク（以上いずれもリムブルク＝ヴァイルブルク郡）。

### 自治体の構成
ヴァルトブルンは5つの地区からなる。人口は2012年1月現在の数値である。
| 地区名               | 地区名          | 人口（人） |
| -------------------- | --------------- | ---------- |
| エラー               | Ellar           | 1,384      |
| ハウゼン             | Hausen          | 1,290      |
| フッシンゲン         | Fussingen       | 741        |
| ラール               | Lahr            | 1,273      |
| ヒンターマイリンゲン | Hintermeilingen | 1,218      |

行政機関はフッシンゲン地区にある。いくつかの地図にはシュラクミューレという集落が記されているが、この集落はヒンターマイリンゲン地区に含まれる。

## 歴史
自治体ヴァルトブルンの町域は、おおむねかつてのキルヒシュピール（ツェント）・ラールと一致する。これは旧アムト・エラーの4つのキルヒシュピールの1つであった。アムト・エラーにはキルヒシュピール・ラールの他にツェント・フリックホーフェン、ツェント・エルゾフ、ツェント・ニーデルツォイツハイムが含まれた。キルヒシュピール・ラールには1815年までヴァルデルンバッハ（現在はメンゲルスキルヒェン町内）といずれも廃村のヴェーンアウエ/ヴィンナウ、ヴェーニゲン＝ラインデルロイチェン、ブローテルバッハ、ブレヒテルバッハ、グラルスホーフェン、オーバーホーフが含まれた。
ヒトが定住していた最も古い痕跡は、フッシンゲン近くの青銅器時代後期の骨壺墓地文化の墓地である。紀元前38年のウビイー族の移動後、この地域にはウスィペテス族が住んだ。
フランク王国時代、4つのツェントを持つアムト・エラーはディーツ伯のニーダーラーンガウに属していた。1337年にディーツ伯はアムト・エラーをカッツェンエルンボーゲン伯に売却した。1401年のゲルハルト・ケルナーが、カッツェンエルンボーゲン伯のエラーにおける証明されている最も古い代官である。
1491年に、現存する最古のエラー地方裁判所の裁判印が押されている。この印章は現在の町の紋章の原型となった。この地方裁判所は聖マクシミヌスに捧げられていた。アムト・エラーは1557年にナッサウ＝ディレンブルク伯領となった。
遺産分割協定により、1607年にアムト・エラーはナッサウ＝ハーダマル領となった。1609年に魔女として告発された「レーリヒス・ヨハンの妻グレーデン」が処刑のためにエラーからハーダマルに送致された。1614年にペスト禍がヒンターマイリンゲン、エラー、ラールを襲った。
アムト・エラーの村落は、1630年に再びカトリック化された。さらにナッサウ＝ハーダマル侯ヨハン・ルートヴィヒはイエズス会を招致した。1636年から1637年にかけてペストがアムト・エラーに流行した。オーベルスドルフ村は完全に死滅した。多くの村でほとんどの住民が亡くなった。イエズス会士ルトガー・ヘッセルマンは自ら病人の看護にあたった。彼は1637年4月30日にペストにより亡くなった。三十年戦争の戦闘の影響で村は大きな損傷を負った、兵士による略奪の他、食糧不足や頻発する疫病が住民たちを苦しめた。
1736年、ナッサウ＝ディレンブルク侯クリスティアンが課した戦争税に対して、ディルハウゼン、ドルヒハイム、ドルンドルフ、エラー、フッシンゲン、フリックホーフェン、ハウゼン、ヒンターマイリンゲン、ミュールバッハ、ラール、ランゲンデルンバッハ、プロープバッハ、ヴァルデルンバッハ、ヴィルゼンロート、ヴィンケルの村が抵抗した、ディレンブルクとヴァイルブルクの兵によって鎮圧されたこの反乱は、「クレッペルシュトライト」と歴史書に記されている。
オラニエ＝ナッサウ侯領の新設により、1790年に新たなアムト・エラーが創設された。このアムトはキルヒシュピール・ラールとキルヒシュピール・フリックホーフェンを含んでいた。
アムト・エラーは1806年にベルク大公国に編入された。現在のヴァルトブルンの集落はいずれもハーダマル小郡ラール町に属した。これはジーク県ディレンブルク郡に含まれた。ベルク大公国は1815年にプロイセン王国に編入された。プロイセンはナッサウ公国との間で、ラール町とヴェッツラー周辺の集落とを交換した。
1816年のナッサウ公国新設により、アムト・エラーはアムト・ハーダマルと統合された。プロイセン王国によるナッサウ併合後、村はプロイセン王国に属した。1886年、プロイセンの郡および州に関する法律によって、ナッサウのアムトが廃止された。ヴァルトブルン地域はリムブルク郡に属すこととなった。ただし、ヴァルデルンバッハはオーバーラーン郡に属した。
第二次世界大戦中、1941年8月29日にイギリス軍爆撃機から7発の爆裂弾がエラーに投下された。1945年3月27日にアメリカ軍がこの地域を占領した。この地域は1947年からヘッセン州の一部となった。ヴァルトブルンのカトリック信者は何世紀もの間ベーゼリヒの「マリア・ヒルフ巡礼礼拝堂」に詣で、そこで礼拝を行っていた。
1964年に、エラーの町の紋章が使われるようになった。ヘッセン州の地域再編に伴い、1970年12月31日にエラーとヒンターマイリンゲンが合併して新たな自治体エラーが成立した。一方、1972年4月1日にフッシンゲン、ハウゼン、ラールが合併して、自治体ヴァルトブルンが成立した。1974年7月1日に州法の規定によりエラーとヴァルトブルンが合併して現在の自治体ヴァルトブルンとなった。1977年1月1日に町名がヴァルトブルン (ヴェスターヴァルト) と改名された。

## 住民

### 宗教
住民の多くがローマ＝カトリックを信仰している。

## 行政

### 議会
ヴァルトブルンの町議会は、31議席で構成されている。

### 首長
ヘッセン州自治体法によれば、首長は、ヴァルトブルンの場合は町長と9人の名誉職の委員からなる町政委員会の代表である。町長は、2014年8月15日からペーター・ブルームが務めている。前任者は、ロタール・ブレッテル（任期: 1990年 - 2014年）であった。

### 紋章
図柄: 金地と青地に左右二分割。右（向かって左）は青い舌と爪で威嚇する赤い獅子。左（向かって右）は赤い舌と爪で威嚇する金の獅子が小さい長方形図形がちりばめられた中に配置されている。
解説: この紋章は、右（向かって左）に金地に赤のカッツェンエルンボーゲン伯の獅子、左（向かって右）に青地に金のナッサウ家の獅子を描いている。この紋章は1964年からエラーの町の紋章として用いられていたもので、1977年の決議により、ヴァルトブルン全町で用いられることとなった。この紋章は、かつてアムト・エラーがカッツェンエルンボーゲン伯およびナッサウ家に属していたことを示している。

### 姉妹自治体
ヴァルトブルン自体は姉妹自治体協定を結んでいない。エラー地区は、ハンブルク近郊のオストシュタインベーク（シュレスヴィヒ＝ホルシュタイン州）とパートナーシップ協定を結んでいる。

## 文化と見所

### 建築

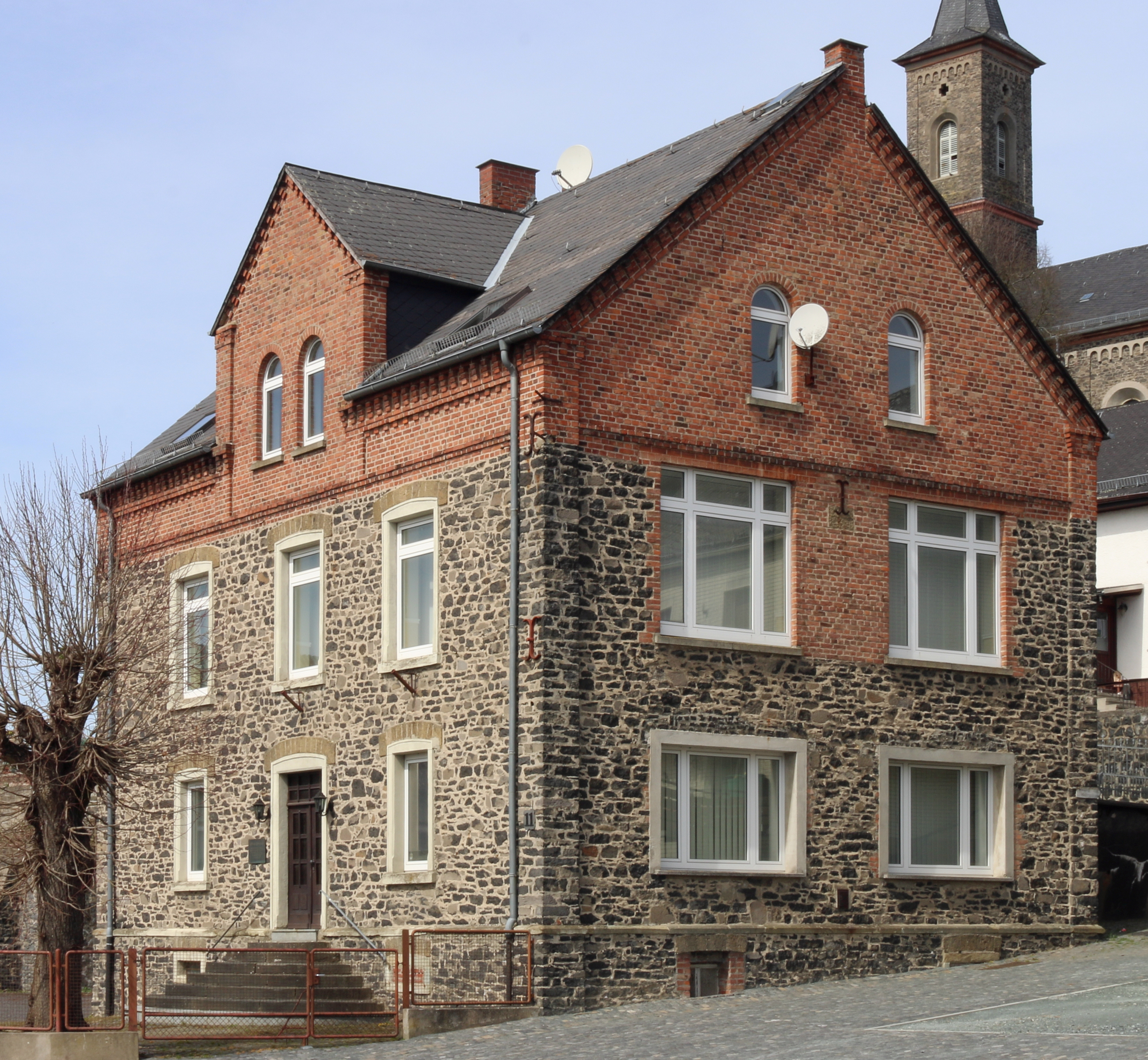
郷土博物館ルートヴィヒ＝ベス＝ハウス

ヴァルトブルンの主要な建築物を列記する。
- エラー地区
  - エラー城
  - 古い鍛冶屋（郷土博物館の一部となっている）
  - ルートヴィヒ＝ベス＝ハウス（郷土博物館）
  - カトリックの聖マクシミヌス教会: 1843年建造
  - フンガー塔を含む市壁の遺構: 14世紀建造
  - 旧ユダヤ人墓地
- ハウゼン地区
  - カトリックの聖ラウレンティウス教会
- フッシンゲン地区
  - カトリックの聖レオンハルト教会
- ラール地区
  - ロマネスク様式の列柱バシリカ「ヨハネの断頭」教会: 13世紀建造
  - 八角形の新「ヨハネの断頭」教会
  - 歴史的墓地
  - 歴史的司祭館: 16世紀建造
  - 旧村役場のパン焼き小屋
- ヒンターマイリンゲン地区
  - カトリックの「聖母の受胎」教会

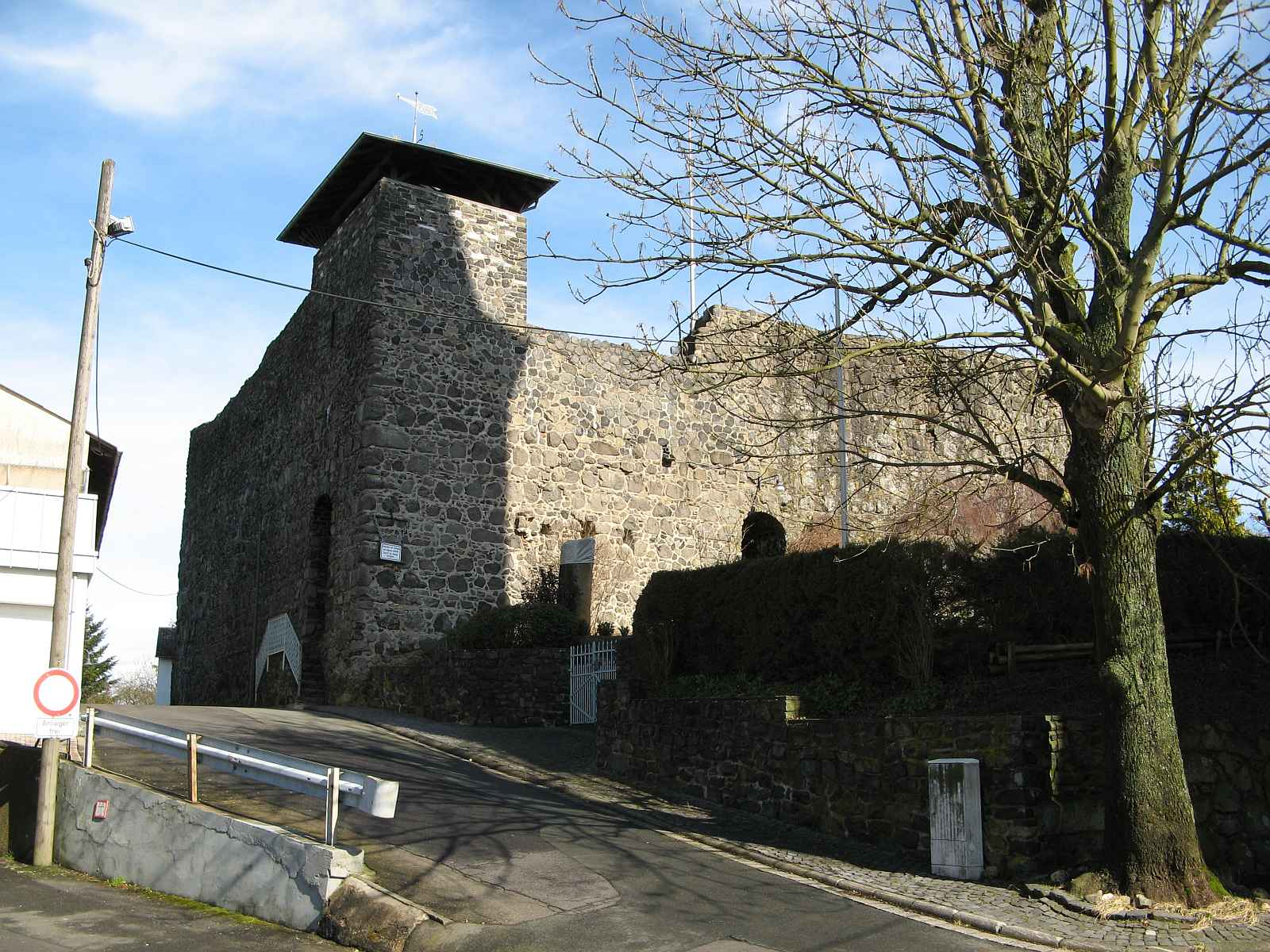
エラー城趾
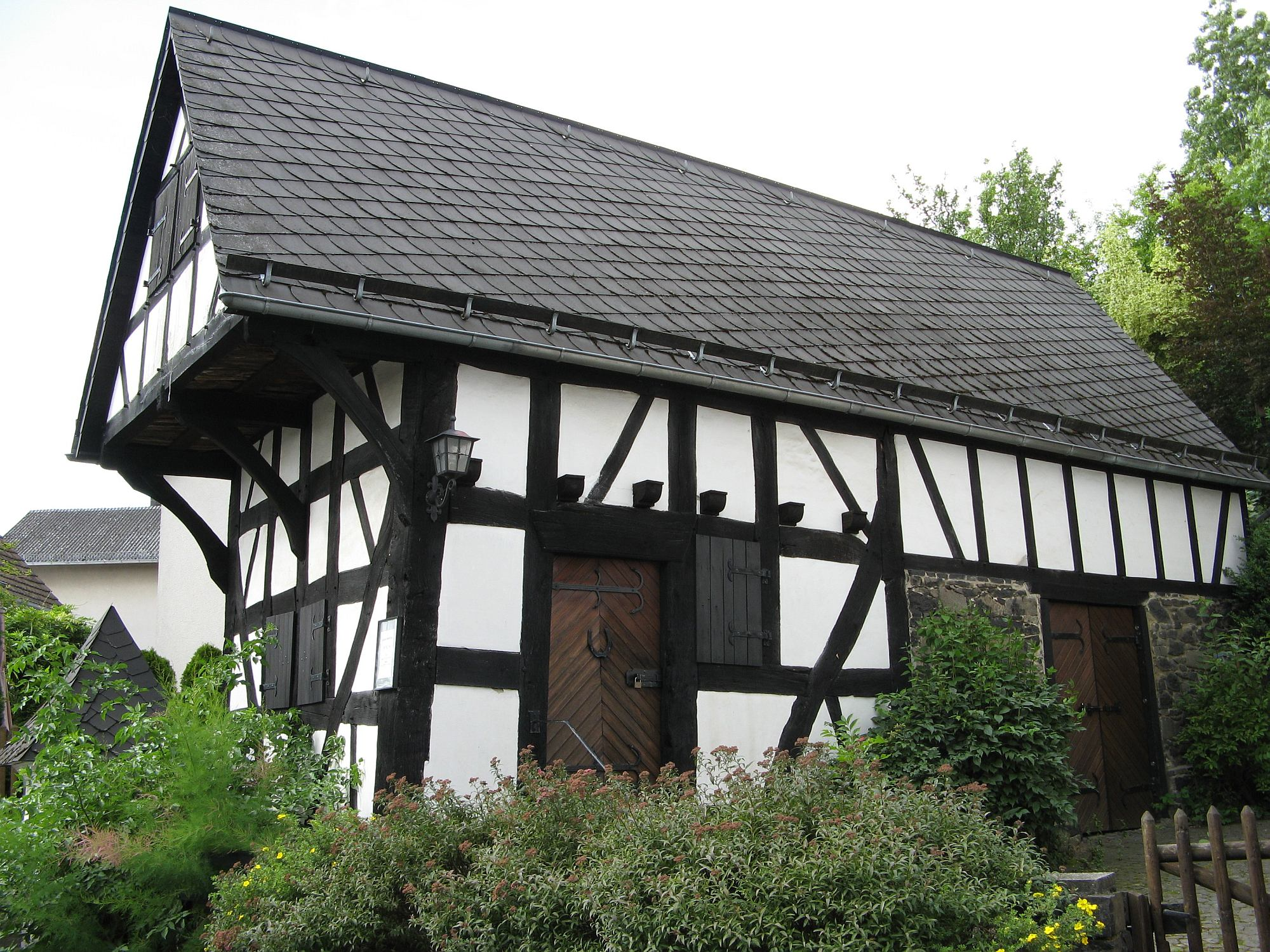
エラーの古い鍛冶屋
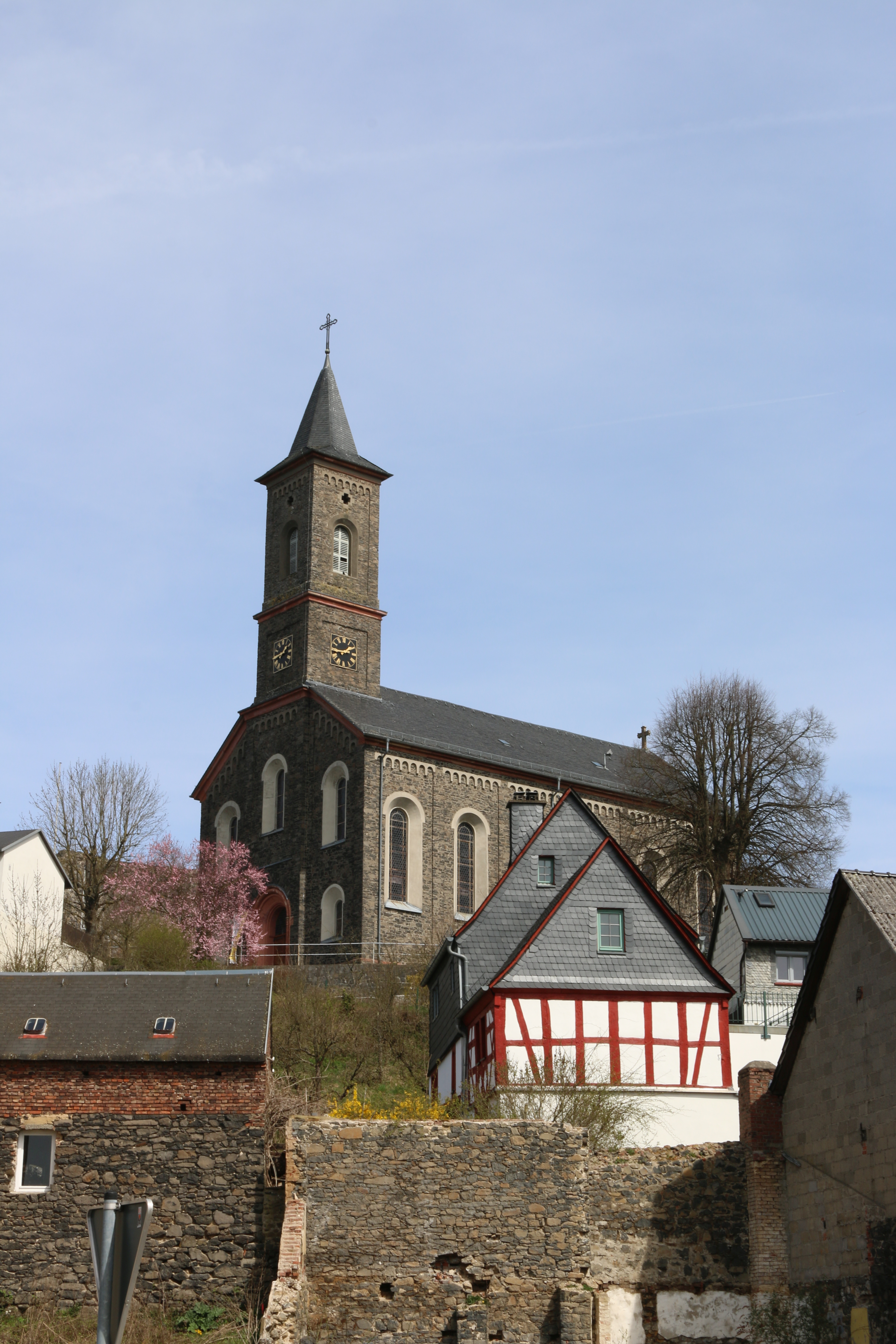
聖マクシミヌス教会
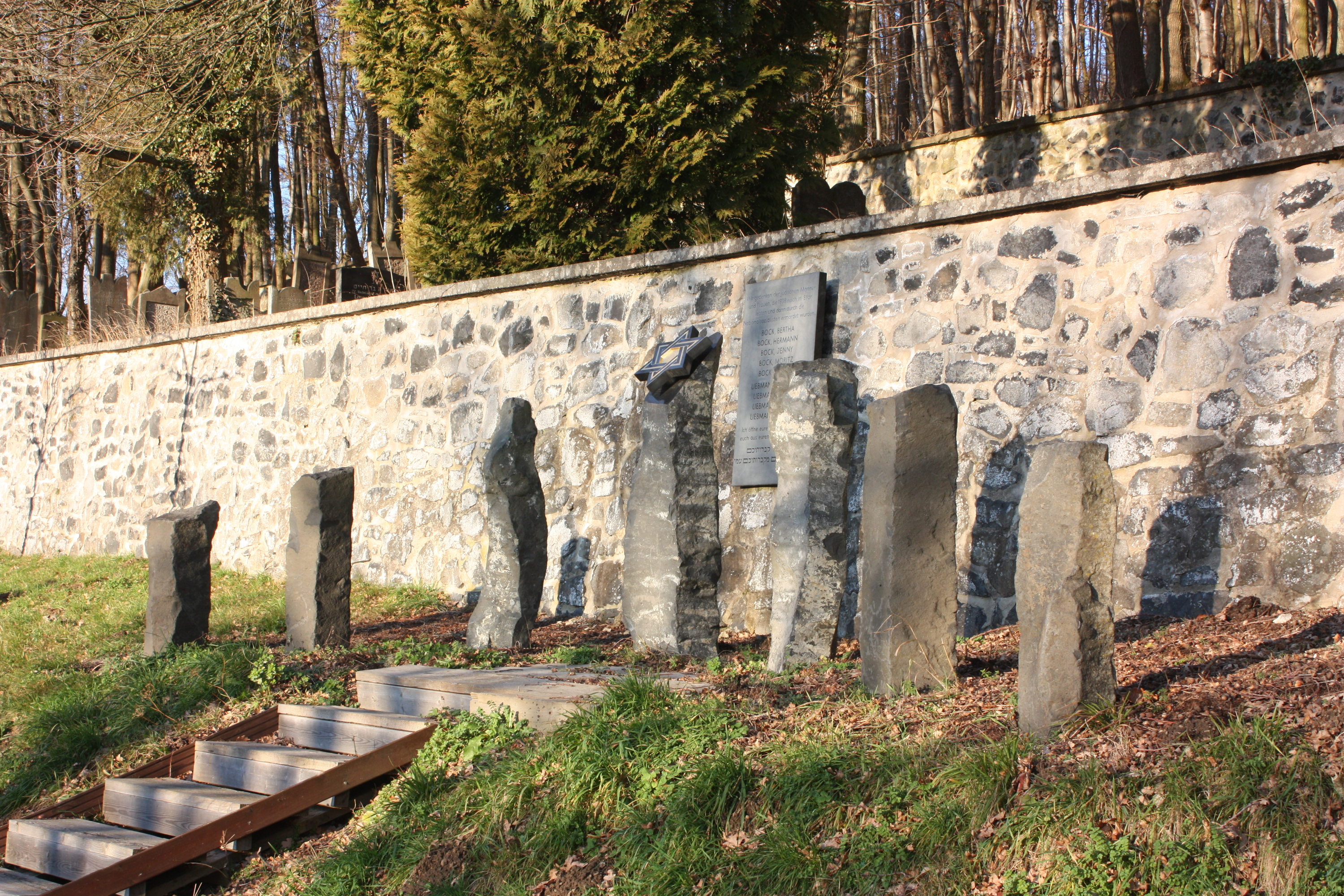
エラーの旧ユダヤ人墓地
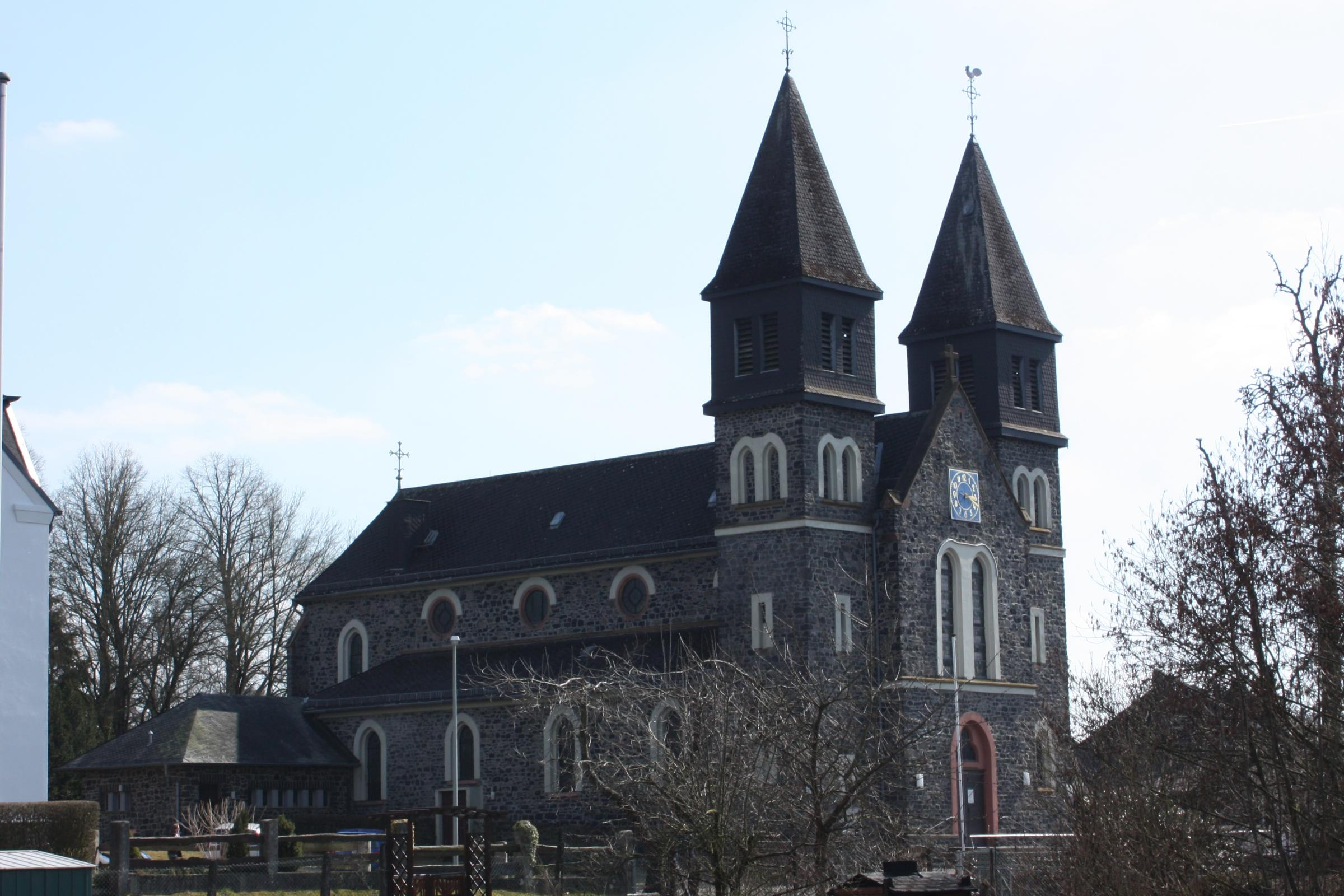
聖ラウレンティウス教会
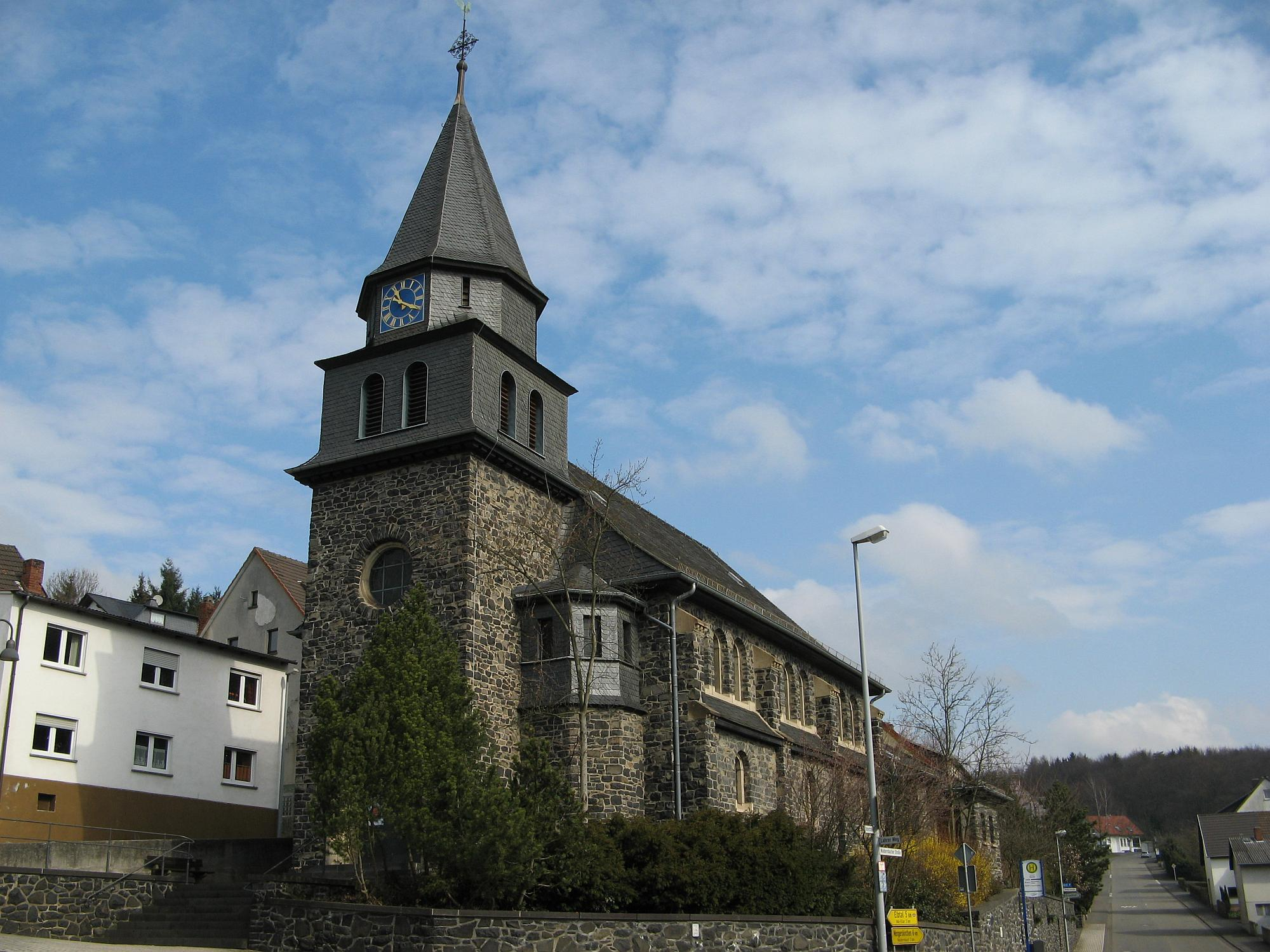
聖レオンハルト教会
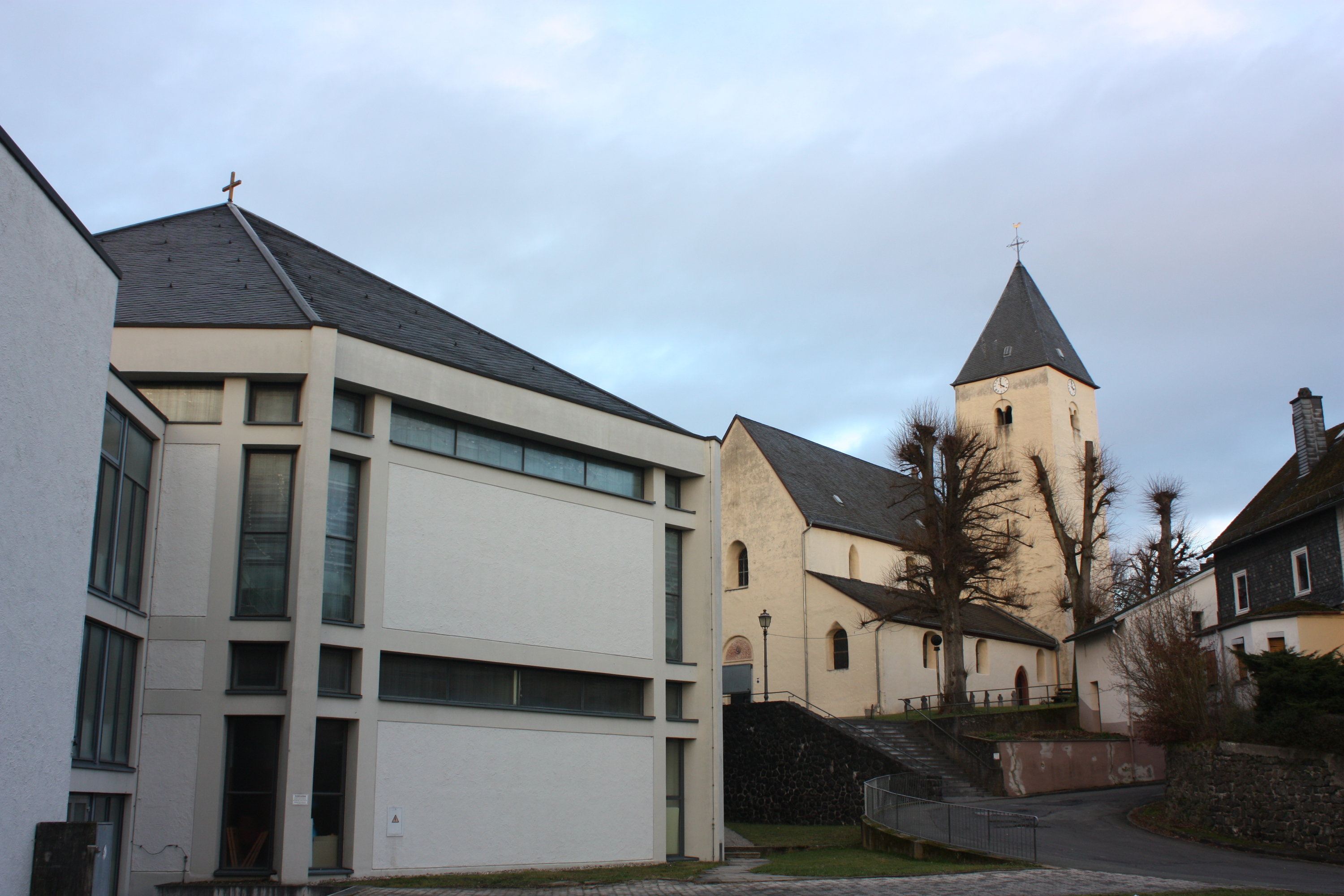
ラールの新旧「ヨハネの断頭」教会
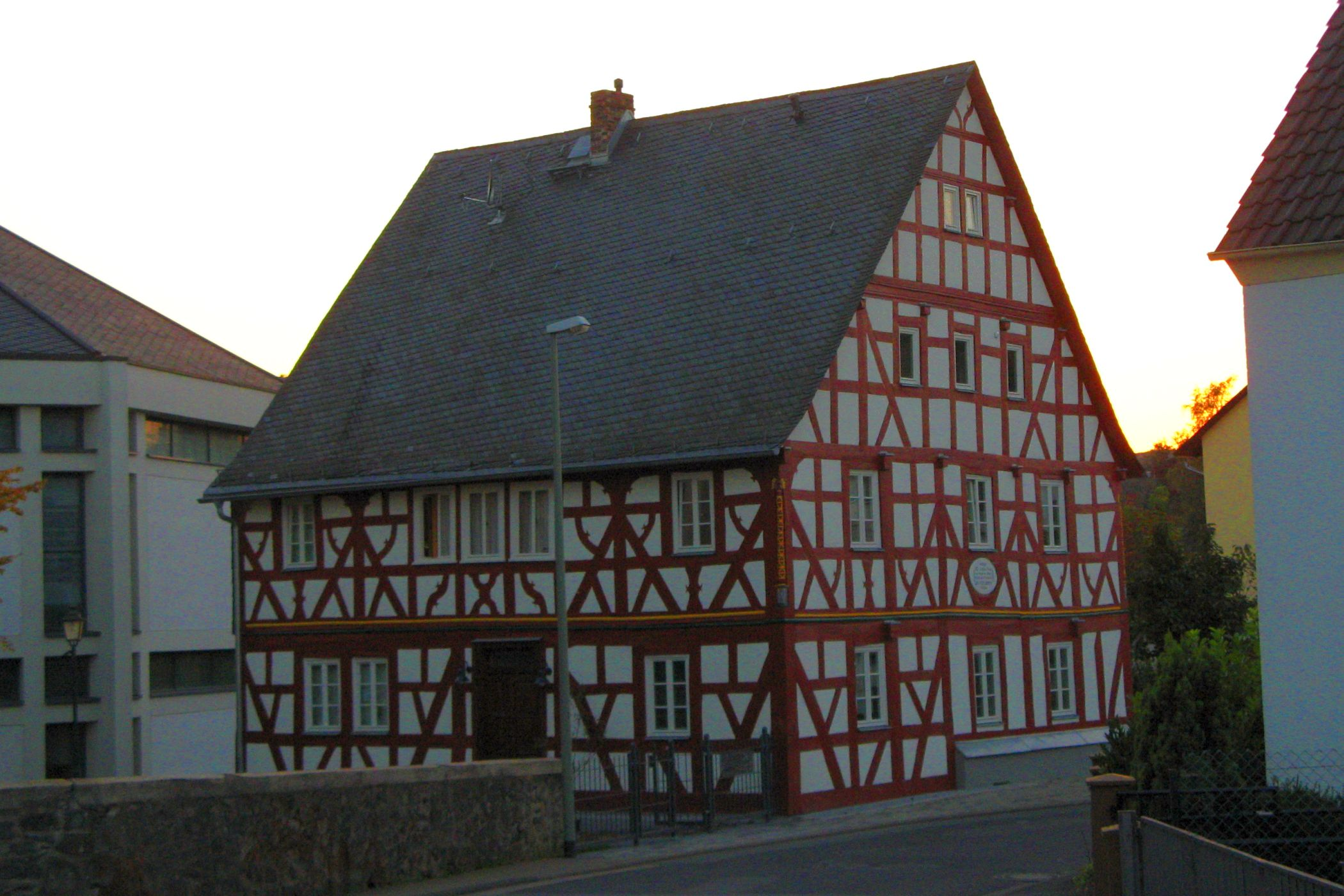
ラールの司祭館
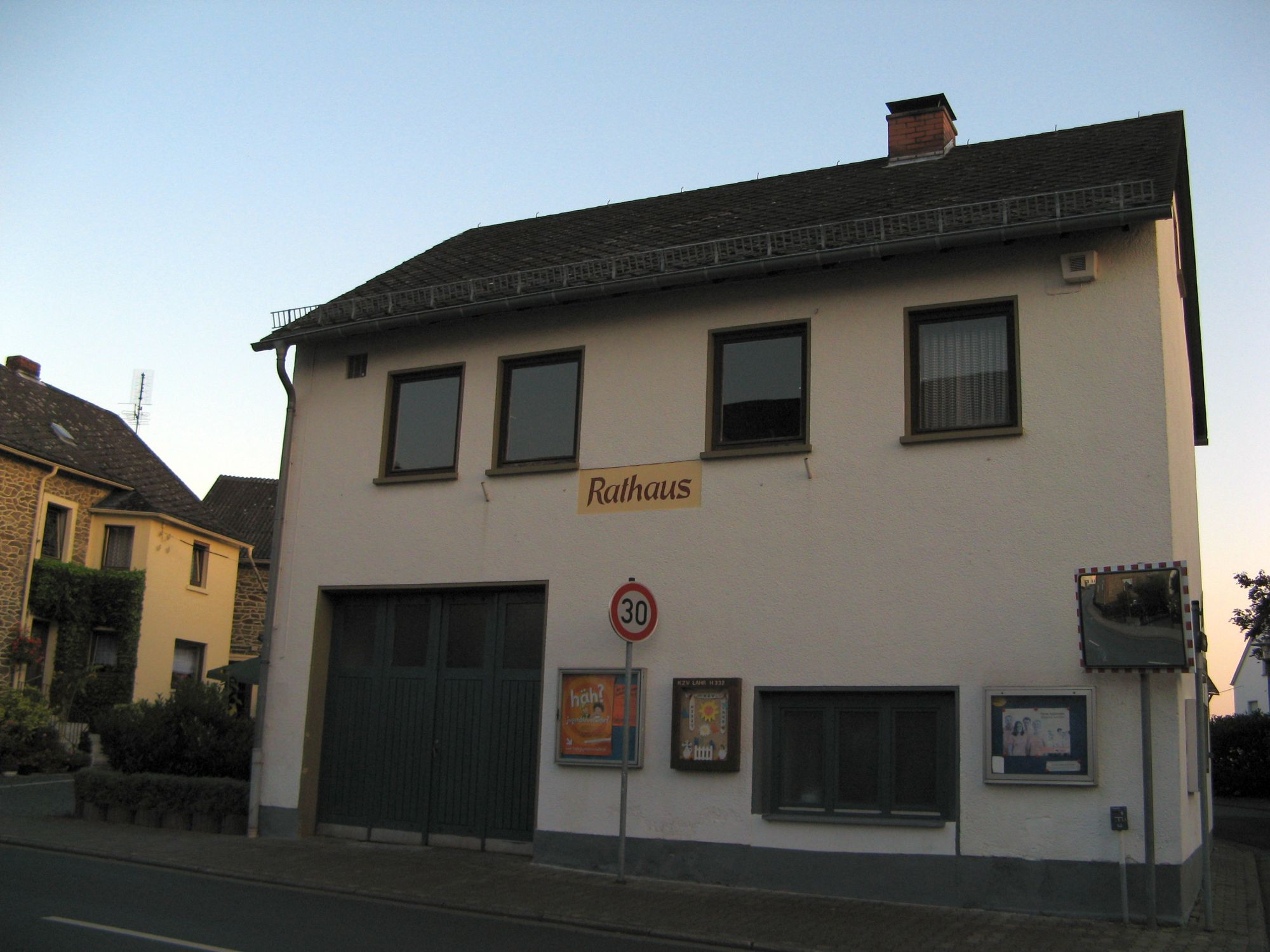
ラールの旧村役場、パン焼き小屋
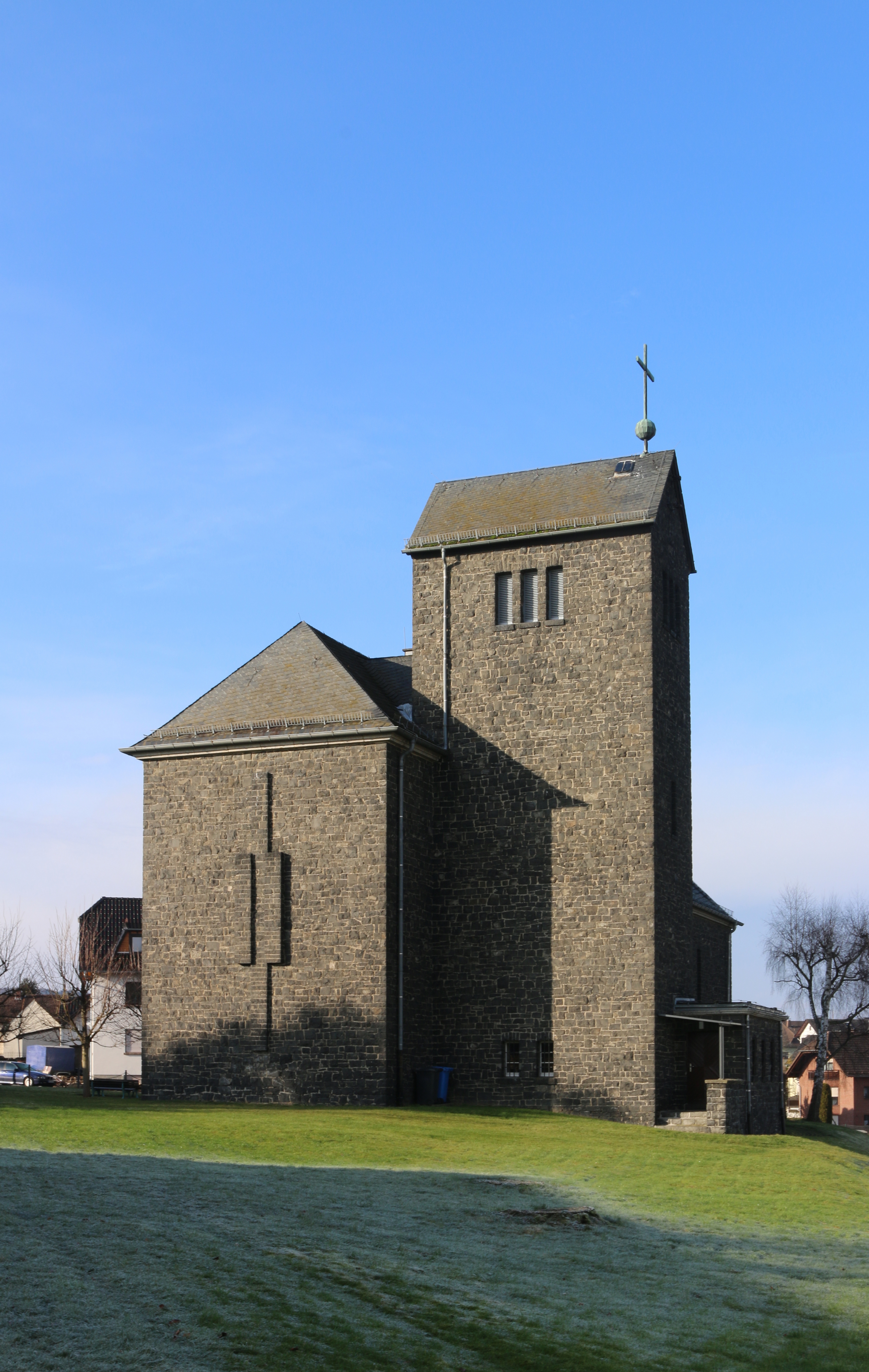
「聖母の受胎」教会

### 博物館
エラーには郷土博物館がある。この博物館はルートヴィヒ＝ベス＝ハウスのコレクション、現在も稼働可能な古い鍛冶屋、古い市壁の遺構を含んでいる。ヒンターマイリンゲンでは、2006年7月16日にヒンターマイリンゲン歴史・博物館協会が設立された。この協会は、ヒンターマイリンゲンの旧村役場に郷土博物館に改築することを目標としている。

### 音楽
ラールには、1839年設立の、ヴェスターヴァルトで最も古い合唱団の一つがある。合唱団は他の地区にも存在する。さらに、フッシンゲン音楽協会のヴァルドブルンナー・ブラスカペレもある。エラーには、2007年に創設75周年を迎えたエラー消防団ブラスオーケストラがある。

## 経済と社会資本

### 交通
隣接するメーレンベルクおよびベーゼリヒの町内を4車線に拡幅された連邦道 B49号線が、エルプタール町内を連邦道 B54号線が通っている。1958年のケルカーバッハ鉄道廃止後、鉄道は通っていない。最寄りの広域鉄道の駅はリムブルクにあり、コブレンツ、ギーセン、フランクフルト・アム・マイン、アウ (ジーク) 行きのローカル線が利用できる。また、高速鉄道ケルン - ライン・マイン線のICE-リムブルク南駅もある。フランクフルト空港までは約 80 km の距離である。

### 企業
2007年時点でヴァルトブルンには385社が登記されており、550人分の職場がある。

### 教育
エラー、ハウゼン、ラール、ヒンターマイリンゲンに基礎課程学校がある。フッシンゲンの児童は、ハウゼン基礎課程学校に通う。
ヴァルトブルン（エラーを除く）は本課程・実科学校ヴェスターヴァルトシューレの校区に含まれている。エラーはフリックホーフェンのミッテルプンクトシューレ聖ブラジウスの校区に含まれる。
最寄りのギムナジウムはハーダマルにある。上級の学校はリムブルク・アン・デア・ラーンの学校に進学する。

### 消防
- エラー消防団
- フッシンゲン消防団
- ハウゼン消防団
- ヒンターマイリンゲン消防団
- ラール消防団

### 訳注
1. ↑  キルヒシュピール (ドイツ語: Kirchspiel)、ツェント (ドイツ語: Zent)、アムト (ドイツ語: Amt) は、いずれも中世の行政区分である。